# Nike, Inc.
Nike, Inc. este o firma americană care comercializează diverse articole sportive și vestimentare. Avea în anul fiscal 2009 o cifră de afaceri de 19,3 miliarde $.
Compania a fost fondata pe 25 ianuarie 1964 ca Blue Ribbon Sports de către Bill Bowerman și Phil Knight, și a devenit oficial Nike, Inc la 30 mai 1978. Compania ia numele de la Nike (greacă Νίκη, pronunțat [nǐ ː kɛ ː]), zeița greacă a victoriei. Nike comercializează produsele sale sub marca proprie, precum și Nike Golf, Nike Pro, Nike +, Air Jordan, Nike Skateboard 
Bowerman și Philip H. Knight.

## Acuzațiile
Nike a fost acuzat de utilizarea atelierelor la începutul anilor 1970, atunci când a fabricat producție în Coreea de Sud, Republica Populară Chineză și Taiwan. Cu economiile dezvoltate, muncitorii au devenit mai productivi, salariile au crescut, și mulți lucrători s-au mutat la locuri de muncă mai bine plătite. Sindicatele au câștigat, de asemenea, mai multă influență. Nike a găsit oferte de muncă mai ieftine în Indonezia, Republica Populară Chineză și din Vietnam, pe care sindicatele le-a interzis . În aceste țări, atunci când muncitorii au cerut drepturi și beneficii suplimentare, fabricile Nike s-au închis și s-a mutat la o altă locație care să le permită să continue să funcționeze la un cost redus. De-a lungul anilor 1990, Nike a fost puternic criticat pentru vânzarea de bunuri produse în ateliere. Ei au negat inițial pretenții împotriva lor. Cu toate acestea, în 2001, directorul Nike Todd McKean a declarat într-un interviu că "atitudinea inițială a fost," Hei, noi nu deținem fabrici. Nu controla ceea ce se întâmplă acolo. „Destul de sincer, cred că a fost un fel de mod iresponsabil de a aborda aceasta. Am avut oameni acolo în fiecare zi, uita la calitate. În mod clar, am avut efectul de levier și responsabilitatea cu anumite părți ale afacerii, așa că de ce nu alții?” În 2005, protestatarii de la peste 40 de universități au cerut ca instituțiile lor recomandă companiile care folosesc munca "sudoare-free", spre deosebire de Nike. Multe dintre grupurile anti-sweatshop sunt elev-a condus, cum ar fi studenții Unite împotriva ateliere. De la Universitatea Brown, Nike a mers atât de departe ca trăgând dintr-un contract cu echipa de hochei pe gheață de femei din cauza eforturilor depuse de un grup de student activist care a vrut un cod de conduită pus în aplicare de către companie. Acest cod a declarat că Nike ar trebui să aibă un sistem de monitorizare a condițiilor de muncă din fabricile în care uneltele Collegiate Athletic este made.Team Sweat este una dintre cele mai mari grupuri care urmărește în mod special și proteste împotriva Nike. Sweat echipa este "o coaliție internațională de consumatori, investitori și lucrători angajat pentru a pune capăt nedreptăților din ateliere Nike din întreaga lume, înființată în anul 2000 de către Jim Keady. Keady cercetat practicile de muncă Nike, în timp ce la școală absolvent de la Universitatea St John din New York. Keady dublat ca antrenor de fotbal de la Universitatea St John, și în timp ce efectuarea cercetării sale despre Nike, școală semnat un contract de 3.5 milioane dolari cu Nike, forțând toate sportivi și antrenori să aprobe Nike. Keady a refuzat public să sprijine Nike și a fost forțat să demisioneze în 1998. Din moment ce a demisionat, Keady a făcut cercetări originale în efectele ateliere Nike. El a călătorit în Indonezia, a lucrat într-o fabrică Nike, și a trăit pe la 1.25 dolari salariu. (Worker drepturile Consortium) (WRC) este formată din elevi, membri de sindicat, precum și de grupurile pentru drepturile altor lucrătorilor. Consorțiul organizează conferințe pentru a introduce aspecte legate de angajați în întreaga lume și a discuta despre posibile soluții.

## Investigațiile fabricilor
Grupuri de advocacy de obicei se angajeze în căutarea la condițiile de fabrici în care produsele Nike, Inc sunt realizate ca o modalitate de a înțelege problemele mai bine. De-a lungul anilor 1990, Nike a înregistrat o creștere rapidă după ce s-au mutat ramurile lor primare de producție de peste mări. Profituri record de rupere au fost raportate și numărul de fabrici a crescut pentru a satisface cererea consumatorilor pentru produse de Nike. Angajații au fost de obicei locuitorii săraci din zona din jurul fabricii în căutarea pentru orice fel de venit. Șefii de fabrici au fost contractori Nike, care de multe ori au trăit în America sau Europa si nu au avut nici un fel de relații cu angajații lor. Datoria de supraveghere a fost dat un muncitor la o fabrică de nivel superior. Autoritatea de supraveghere a inclus aplicarea regulilor lucrătorii trebuie să urmeze și asigurându-vă că acestea au fost performante la standarde optime  Concluziile investigațiilor fabricii arată că supraveghetorul depășește de multe ori sarcinile lor. Legile care protejează lucrătorii sunt ignorate în favoarea reducerii costurilor și scăderea standardelor de sănătate. Acest lucru este posibil deoarece liderii politici sunt achitate de către autoritățile de supraveghere din fabrică, în scopul de a limita interferențele guvernamentale. Liderii Mesajele transmise de unitățile militare și de poliție pentru a trece cu vederea condițiile în fabrici, astfel încât mediul ilegale ar putea rămâne deschisă și de funcționare. De asemenea, au fost avertizați să urmăriți pentru semne ale activismului muncii in apropiere de fabrici pentru a preveni muncitorii de la alinierea cu un altul pentru condiții mai bune.
Femeile reprezintă proporția mare de angajați din fabrică. Aproximativ 75 la 80% din totalul lucrătorilor sunt femei și o majoritate de cei care sunt în adolescență lor sau douăzeci precoce. Locurile de muncă sunt puține și poziții din fabrică sunt de multe ori singura sursă de muncă pentru aceste femei tinere. De locuri de muncă fabrică cere femeilor să lucreze timp de ore, variind de nouă-treisprezece ore pe zi, sase zile pe săptamâna. Ele sunt foarte limitate în perioada de timp care poate decola și sunt forțați să lucreze ore suplimentare de mai multe ori în timpul săptămânii. Salariul orar variază de la numai treisprezece cenți la douăzeci de cenți pe oră, adăugând la un total de aproximativ doi dolari pe zi. Această sumă este mai mică decât valoarea minimă nevoile fizice, care este cel mai mic posibil salariu o persoană poate câștiga și încă să fie capabil să mențină nevoile lor de bază  Deși există mai multe femei angajate la fabricile, ele reprezintă minoritatea în. mai mari plătite și de supraveghere. Bărbații sunt dat o majoritate covârșitoare poziția de supraveghere și ele sunt adesea mai vechi de treizeci de ani. Cazurile de abuz angajat de către autoritățile de supraveghere au fost găsite în mai multe fabrici. Utilizarea pedepselor corporale pentru a menține lucrătorii în linie a fost citat de mai multe ori. Într-un caz, un muncitor a avut gura cu bandă adezivă închis după ce s-a mutat într-o poziție incorectă. Alte nelegiuiri includ forțarea lucrătorilor de a rula în cercuri din afara in soare.

## Eforturile de advocare
Obiectivele de grupuri de advocacy transnaționale care lucrează în numele angajatii Nike sunt pentru a permite lucrătorilor pentru a obține salarii mai mari, îmbunătățirea condițiilor de lucru ale fabricilor, să le permită să organizare, și să câștige respectul de angajatorii lor. Eforturile globale au crescut informațiile fiind repartizate cu privire la condițiile de Nike magazine de dulciuri. Țări precum Olanda, Germania, Franța și Belgia, unde nu există fabrici Nike, au filiale ale organizațiilor care lucrează în condiții mai bune din fabrică. În țări precum Indonezia, Thailanda, Mexic, și Cambodgia, în cazul în care fabricile sunt comune, organizații non-guvernamentale împinge eforturile anti-Nike de informare a publicului prin intermediul mass-media a mediului de lucru în fabrici. Several well-known advocacy groups are the Global Exchange (United States), Christian Aid (United Kingdom), The Ethical Shopper (New Zealand), and the Clean Clothes Campaign (Europe).
Mai multe grupuri de advocacy bine-cunoscute sunt schimb la nivel mondial (Statele Unite), Christian Aid (Marea Britanie), Shopper etic (Noua Zeelandă), și curăța hainele Campania (Europa).
Există mai multe tipuri de grupuri de advocacy, de la organizații pentru drepturile omului, a grupurilor religioase, asociațiilor de muncă. Fiecare are diferite motive pentru susținerea muncitorilor din fabrică, dar ei lucrează împreună pentru a îmbunătăți condițiile de muncitori. Grupuri de advocacy funcționează prin donatii, de strângere de fonduri, și, în unele cazuri, finanțarea guvernamentală  O majoritate dintre ei a crea informaționale mână-outs pe care le distribuie cetățenilor prin e-mail sau la evenimente.. Nu a fost o creștere rapidă în utilizarea internetului ca mijloc de distribuire a informațiilor între grupuri de advocacy. Răspândirea de știri dincolo de granițele naționale permite grupurilor să se mobilizeze și să unifice campanii.
Una dintre cele mai populare forme de protest este Nike Ziua Internațională Mobilizare, în care protestatarii din întreaga lume să ia un rol activ în îmbunătățirea condițiilor pentru muncitorii din fabrică Nike. La magazine Nike, cum ar fi cele din San Francisco și New York City, protestatarii au fost pamflete în afara și înmânat clienților care descriu condițiile de fabrici în care produsele Nike sunt făcute. Deși aceste proteste nu includ în mod normal violență, în San Francisco, la începutul anilor 1990, protestatarii au luat cu asalt magazinul, distrugând mii de dolari de mărfuri și deteriorarea unui simbol Nike Swoosh agățat afară. Protestatarii s-au luat sub arest și a trebuit să plătească pentru prejudiciul cauzat, dar nu au fost acuzați de activități criminale.
Principalul obiectiv al eforturilor politice în țările care casa de fabrici este o creștere a salariului minim pentru lucrători. În Indonezia, alte eforturi legislative incluse limite privind cantitatea de ore, o persoană poate lucra pe zi, perioadele de repaus mandat, Cerințele minime de vârstă, și un concediu de maternitate pentru femei  Aceste reforme nu sunt întotdeauna puse în aplicare, dar introducerea lor indică o mișcare față de lucrătorii suplimentare "beneficii.. Restricții cu privire la activismul de muncă și sindicatele limitează cantitatea de lucrători unificare poate dezvolta în fabrici. Aceste legi împiedică lucrătorii de la a fi capabil să organizeze proteste și greve. Când legile în Indonezia au fost ridicate la sfarsitul anilor 1980, muncitorii din fabrică și organizațiile non-guvernamentale au organizat mai multe greve la fabricile Nike protesta condițiile proaste de muncă. Organizațiile de asemenea, a lucrat cu aliații internaționale, cum ar fi Statele Unite ale Americii pentru a aduce de conștientizare în străine, și de multe ori bogate, țări. Aceste aliații prevăzut consilier pentru muncitorii care nu au fost plătite în timp ce în grevă. Organizațiile non-guvernamentale din țară au un impact mai redus asupra opinia guvernului lor de protest, dar grupurile din afara țării au o politică mai puternică trage din cauza averii lor.

## Counter-critică
William Stepp, de la Institutul Mises, a susținut că salariul minim este arbitrară și cauzele șomajului. Stepp continuă mai departe, afirmând că muncitorii nu au fost exploatate și în mod clar a primit beneficii de lucru la fabricile "de la servici în fiecare zi, și prin acceptarea unui salariu pe baza de comun acord-upon punct de vedere." În plus față de plata, aceste beneficii includ physicals anuale cu, uniforme și îmbrăcăminte, un serviciu clinică și de sănătate, o cantină aprovizionat cu alimente, recreere și divertisment, și de transport. Cu toate acestea, Stepp a criticat Nike pentru asocierea sa cu Banca Mondială, care spune el este exploatator reală a țărilor din lumea a treia.
Un studiu realizat de Alianța Globală pentru Lucrătorii și Comunitățile a constatat ca 70% dintre angajatii Nike din Thailanda evaluat superiorii lor la fel de bun și de 72% au crezut că venitul lor a fost corect. În Vietnam, majoritatea lucrătorilor ", au crezut că fabrica a fost un" loc bun de muncă "și va continua în cel puțin trei ani" si 85 la suta simțit în siguranță acolo. În plus, au simțit că fabrica a oferit o carieră mai stabilă și venituri mai mari decât munca la ferme.
Adaugarea de fabrici de țări asiatice sărace le-a permis de a crește veniturile lor prin furnizarea de locuri de muncă pentru șomerii anterior de cetățeni. Oamenii se îngrămădesc spre zonele în care acestea cunosc o fabrică va fi construită în scopul de a câștiga un salariu, chiar dacă acesta este mic. Migrației umane de fabrici este comună în rândul lucrătorilor în scopul de a fi aproape de fabrica. Lucrătorilor migranți trimit frecvent salariile lor înapoi la familiile lor, în țara lor de origine, care se răspândește în continuare banii aduse de la fabricile  Acești angajați sunt dispuși să facă munca pe care cetățenii țărilor primele lumii nu sunt, în special pentru salariile mici.. Deoarece cele mai multe dintre economiile țărilor mici, sărace s-au centrat în jurul sistemului lor de piață, introducerea de fabrici mari deținute de o societate bogată a crescut foarte mult fluxul lor de bani.
Răspunsul Nike
Nike a început să monitorizeze condițiile de muncă în fabrici care produc produsele lor  În 1990, Nike a instalat un cod de conduită pentru fabricile lor.. Acest cod este numit SHAPE: Siguranță, Sănătate, Attitude, Oameni, și de mediu  Ei plătesc aproximativ 10 de milioane de dolari pe an, să urmeze codul, aderarea la normele de siguranta la foc, calitatea aerului, salariul minim, și limite suplimentare.. În 1998, Nike a introdus un program pentru a înlocui solvenți sale pe baza de petrol cu mai puțin periculoase solvenți pe bază de apă. Un an mai târziu, un expert independent  A declarat că Nike a avut, "substituit substanțe chimice mai puțin nocive în producție, instalate sisteme de ventilatie, și personalul cheie instruit pe probleme de sănătate și securitate ocupațională. "" Studiul a fost realizat într-o fabrică în Vietnam.
Recent, Nike a dezvoltat un program pentru a face față cu cererile de practici neloiale. Nike sustine ca a angajat un personal de 97 de oameni pentru a inspecta la întâmplare câteva sute de fabricile lor în fiecare an.  Nike a dat, de asemenea, Târg Muncii asociere, un caine de paza condițiile de muncă, privilegiul de a inspecta aleatoriu orice fabrică care produce produse de Nike. 
Nike a creat o organizație non-guvernamentală numită Alianța Globală pentru Lucrătorii și comunitățile care au devenit aliniat cu mai multe alte grupuri, inclusiv International Youth Foundation. Organizarea redacteaza rapoarte cu privire la Corporation și planurile sale de a îmbunătăți condițiile actuale. Alianța Globală a primit reacții negative în 2001, când un raport despre Nike Inc nu includ evenimentele recente, cum ar fi greve, terminale lucrătorilor, precum și lipsa de negociere colectivă în fabricile lor din Indonezia.
Între 2002 și 2004, Nike auditate fabricile sale de aproximativ 600 de ori, oferind fiecare fabrica un scor pe o scară de la 1 la 100, care este apoi asociat cu un grad scrisoare. Cele mai multe fabrici primit un B, care indică unele probleme, sau C, care indică probleme grave nu sunt corectate destul de repede. Atunci când o fabrică primește un grad de dezvoltare, Nike amenință pentru a opri producerea în care fabrica excepția cazului în care condițiile sunt îmbunătățite rapid. Nike a avut planuri de a extinde procesul de monitorizare de a include problemele de mediu și de sănătate începe în 2004.
Monitorizarea a devenit cea mai populara metoda de aplicare a reglementărilor în fabricile Nike. După ce a studiat rezultatele auditurilor, acest sistem sa dovedit a nu fi la fel de eficace ca autoritățile de asteptat. Atunci când studiază procesul de monitorizare, este important să se uite la modul în care se face monitorizarea, care ia parte la ea, și în scopul controlului. Persoana care efectuează vizita trebuie să meargă într-o fără părtinire față de doreau sau nu pentru a găsi orice defecte din fabrica. Inspectorii asociate cu compania au fost găsite pentru a ascunde erorile și cele cu asociații non-guvernamentale sau a altor grupuri de interese au constatări exagerate. Pentru a avea un proces de monitorizare echitabil, inspectorul trebuie să fie imparțiale în orice direcție. Fabrici poate varia, de asemenea, la nivelul lor de performanță. Procesul de monitorizare trebuie să fie efectuată la fiecare unitate individuală, în scopul de a obține o înțelegere a sistemului fabricii ca un întreg. O mai mare implicare a angajaților de nivel superior Nike, cum ar fi cei care lucrează pentru sistemul corporativ este văzută ca o posibilă soluție la problemele legate de muncă. La nivel de design, complexitate de modele pe produse Nike a fost controlată pentru a preveni muncitorii din fabrică de a fi în imposibilitatea de a finaliza marfa. Prin beneficiile difuzarea la muncitorii din fabrică de o poziție puternică, Nike este capabil de a crea un mediu de lucru mai bun în producție.

## Reactia consumatorilor
Formă comună de protest față de condițiile din fabrică insuficiente de către consumatori includ proteste, greve ale foamei, și boicoturi. Mai multe universități, unificat de drepturile Consorțiul Worker, a organizat o greva nationala foamei în semn de protest de școala lor folosind produse Nike pentru atletism. Grupurile feministe mobilizat, de asemenea, boicoturi ale produselor Nike dupa ce a aflat de condiții inechitabile pentru lucrătorii în primul rând de sex feminin. La începutul anilor 1990, atunci când Nike a început un impuls pentru a crește publicitatea pentru echipament atletic femei, aceste grupuri a creat o campanie numită "Doar nu o fac", cu scopul fiind acela de a informa femeile cu privire la condițiile precare ale fabricilor în care femeile au creat produse Nike.
Răspândirea de informații în ceea ce privește condițiile din fabrică a fost de raspandire mult mai rapid, deoarece social media a devenit o metodă de comunicare internațională. Site-uri precum Facebook și Twitter au permis oamenilor din țări îndepărtate să-și împărtășească ideile și să colaboreze unii cu alții. Grupuri de advocacy, de obicei, grupuri de pe site-uri de social media, care permit membrilor lor de a posta despre evenimente viitoare și pentru a informa despre activitățile membrilor grupului  într-o fabrică Nike din Vietnam, un muncitor acuzat. Angajatorul său de izbitoare el. Dupa ce a contacta un avocat fabrică, muncitorul a fost intervievat de către un post de știri și video au ajuns în cele din urmă un afiliat ESPN în Vietnam, unde a fost vizualizat de milioane de privitori în întreaga lume, în fața oficialilor din Statele Unite au auzit în mod oficial cu privire la incident.

## Alte controverse
În anul 2000, președintele Nike Phil Knight planificate pentru a dona 30 milioane dolari pentru a mater lui alma, la Universitatea din Oregon. În cazul în care Universitatea din Oregon au aderat la drepturile Consortium Worker (WRC), Knight revocat donația lui, deoarece WRC are o istorie de a fi neprietenos față de companiile de pantofi. Targul Asociația Muncii este susținută de Nike și guvernul Statelor Unite ale Americii, în timp ce drepturile Consorțiul lucrătorilor nu este. Nu a fost dezbatere între universitate și Knight cu privire la legitimitatea FLA și care organizația de monitorizare a muncii este mult mai eficient.
O altă dispută a apărut la sistemul de personalizare Nike, NIKEiD. MIT absolvent Jonah Peretti a încercat să comande o pereche de pantofi de la Nike. El a ales să aibă cuvântul "sweatshop" brodate pe ele. Nike a trimis Peretti un e-mail explicând că cererea sa de personalizare nu a putut fi acordată pentru una dintre cele patru lucruri: ea conținea marca o altă parte sau alta proprietate intelectuala, numele unui atlet sau o echipă Nike nu are dreptul legal de a utiliza, blasfemie sau argou nepotrivit , sau a fost lăsat necompletat. Peretti a răspuns, exprimând la Nike, care personalizarea lui nu a conținut deoarece nu respecta criteriile de mai sus. Nike a răspuns permițând Peretti a modifica personalizare său și Peretti ales sa nu-l schimba și a anulat ordinul. În mod ironic, de publicitate a dus la Nike de vânzare mai mult de pantofi personalizate.